# Estorf (Stade)
Estorf est une commune allemande de l'arrondissement de Stade, Land de Basse-Saxe.